# Everlast (firma)
|  | For andre betydninger af Everlast, se Everlast |
Everlast er et amerikansk brand, der produceres, designer, reklamere samt licitere af deres brand til andre producere, dens brand og  produkt bruges indenfor boksning, fitness og andre kampsporter som MMA.
Everlast's brand er at finde i 101 lande og har også 88 producenter rundt om i verden, der producerer mærket på licens.

## Historie
Everlast blev grundlagt 1910 i den amerikanske by Bronx af den 17-årige Jacob Golomb. Jacob var søn af en skrædder og en ivrig svømmer, men var ikke tilfreds med datidens svømmedragter, som kun holdt igennem én sæson. Derfor etablerede han svømmedragtmærket Everlast, som han garanterede ville holde året ud.
De følgende år ændrede Jacob Golomb virksomheden til en mindre butik, der forhandlede sportsudstyr. I 1917 henvendte en ung bokser, ved navn Jack Dempsey sig til Jacob Golomb og forespurgte, om han kunne designe et par beskyttende boksehandsker, som kunne holde til mere end 15 intense boksetræninger. Sådan nogle fik Jacob produceret til Jack Dempsey, der i 1919 vandt verdensmesterskabet i sværvægt med Everlast-handsker.

## Eksterne links
- Everlasts hjemmeside Arkiveret 22. januar 2013 hos  Wayback Machine

| Firma | Spire Denne artikel om et firma eller en virksomhed i USA er en spire som bør udbygges. Du er velkommen til at hjælpe Wikipedia ved at udvide den. |